# Светска федерација за проблемски шах
Светска федерација за проблемски шах (WFCC, енгл. World Federation for Chess Composition) је највиши орган управљања званичним активностима у проблемском шаху. Била је позната као Стална комисија ФИДЕ за проблемски шах (ПЦЦЦ) од њеног оснивања, 1956. до октобра 2010. Она је сада независна од ФИДЕ, али обе организације сарађују. Тренутно је 40 земаља представљено у WFCC .
Основни циљ и активности WFCC укључују:
- ширење и подстицање проблемског шаха широм света,
- формулисање правила и смерница у свим сферама проблемског шаха,
- распоред званичних међународних турнира у компоновању и решавању
  - Светско првенство у решавању проблема
  - Светско првенство у шаховској композицији
  - Светски турнир у шаховској композицији – у ствари Светско екипно првенство (WCCT)
  - Европско првенство у решавању проблема
  - Међународни решавачки контест
- иницирање објављивања збирки од општег интереса,
  - ФИДЕ Албуми
- додела звања истакнутим представницима проблемског шаха, укључујући решаваче, композиторе и судије, и то 
  - Међународни судија шаховске композиције,
  - Међународни велемајстор,
  - Међународни мајстор,
  - ФИДЕ мајстор.

WFCC предводи њен председник, тренутно Хари Фугиаксис.
Делегате WFCC именују национална друштва проблемиста
Првобитна ПЦЦЦ је настала 1956, на првом сусрету у Будимпешти.
Након тога Комисија се састајала сваке године изузев 1963. и 1970.
Јубиларни 50. годишњи састанак био је на Родосу 2007.

## Земље чланице
WFCC има 41 чланицу
| - Аустрија - Азербејџан - Аргентина - Белгија - Белорусија - Босна и Херцеговина - Бразил - Бугарска - Велика Британија - Грузија - Грчка - Данска - Естонија - Израел - Италија - Јапан - Казахстан - Летонија - Литванија - Мађарска - Македонија | - Мароко - Молдавија - Монголија - Немачка - Пољска - Румунија - Русија - САД - Словачка - Словенија - Србија - Украјина - Финска - Француска - Холандија - Хрватска - Чешка - Швајцарска - Шведска - Шпанија |

## Председници
| #  | Председник       | Држава           | Период      |
| -- | ---------------- | ---------------- | ----------- |
| 1  | Ђула Неуком      | Мађарска         | 1956 - 1957 |
| 2  | Ненад Петровић   | Југославија      | 1958 - 1966 |
| 3  | Коминс Менсфилд  | Велика Британија | 1966 - 1971 |
| 4  | Герхард Јенш     | Западна Немачка  | 1971 - 1974 |
| 5  | Јан Ханелијус    | Финска           | 1974 - 1986 |
| 6  | Клаус Венда      | Аустрија         | 1986 - 1994 |
| 7  | Бедрих Форманек  | Словачка         | 1994 - 2002 |
| 8  | Џон Рајс         | Велика Британија | 2002 - 2006 |
| 9  | Ури Авнер        | Израел           | 2006 - 2010 |
| 10 | Хари Фујаксис    | Грчка            | 2010 - 2022 |
| 10 | Марјан Ковачевић | Србија           | 2022 -      |

## Састанци
Локације и број делегата на састанцима PCCC/WFCC:
| Година | Место           | Држава           | Делегати |
| ------ | --------------- | ---------------- | -------- |
| 1956   | Будимпешта      | Мађарска         | 4        |
| 1957   | Беч             | Аустрија         | 6        |
| 1958   | Пиран           | Југославија      | 11       |
| 1959   | Висбаден        | Западна Немачка  | 12       |
| 1960   | Лајпциг         | Источна Немачка  | 10       |
| 1961   | Москва          | СССР             | 10       |
| 1962   | Золотурн        | Швајцарска       | 8        |
| 1964   | Тел Авив        | Израел           | 6        |
| 1965   | Рединг          | Велика Британија | 11       |
| 1966   | Барселона       | Шпанија          | 12       |
| 1967   | Тампере         | Финска           | 13       |
| 1968   | Аркашон         | Француска        | 15       |
| 1969   | Варна           | Бугарска         | 14       |
| 1971   | Хаг             | Холандија        | 14       |
| 1972   | Пула            | СФРЈ             | 15       |
| 1973   | Имола           | Италија          | 13       |
| 1974   | Висбаден        | Западна Немачка  | 21       |
| 1975   | Тбилиси         | СССР             | 16       |
| 1976   | Рибе            | Данска           | 18       |
| 1977   | Малинска        | Југославија      | 18       |
| 1978   | Кентербери      | Велика Британија | 19       |
| 1979   | Хивинке         | Финска           | 17       |
| 1980   | Винер Нојштат   | Аустрија         | 21       |
| 1981   | Арнем           | Холандија        | 18       |
| 1982   | Варна           | Бугарска         | 17       |
| 1983   | Бат Јам         | Израел           | 13       |
| 1984   | Сарајево        | Југославија      | 16       |
| 1985   | Рићоне          | Италија          | 19       |
| 1986   | Фонтне су Боа   | Француска        | 19       |
| 1987   | Грац            | Аустрија         | 20       |
| 1988   | Будимпешта      | Мађарска         | 22       |
| 1989   | Борнмут         | Велика Британија | 23       |
| 1990   | Бенидорм        | Шпанија          | 22       |
| 1991   | Ротердам        | Холандија        | 23       |
| 1992   | Бон             | Немачка          | 23       |
| 1993   | Братислава      | Словачка         | 25       |
| 1994   | Белфор          | Француска        | 23       |
| 1995   | Турку           | Финска           | 26       |
| 1996   | Тел Авив        | Израел           | 27       |
| 1997   | Пула            | Хрватска         | 28       |
| 1998   | Санкт Петербург | Русија           | 30       |
| 1999   | Нетања          | Израел           | 27       |
| 2000   | Пула            | Хрватска         | 26       |
| 2001   | Вагенинген      | Холандија        | 29       |
| 2002   | Порторож        | Словенија        | 29       |
| 2003   | Москва          | Русија           | 29       |
| 2004   | Халкидики       | Грчка            | 31       |
| 2005   | Еретрија        | Грчка            | 30       |
| 2006   | Вагенинген      | Холандија        | 31       |
| 2007   | Родос           | Грчка            | 29       |
| 2008   | Јурмала         | Летонија         | 28       |
| 2009   | Рио де Жанеиро  | Бразил           | 26       |
| 2010   | Крит            | Грчка            | 31       |
| 2011   | Јези, Анкона    | Италија          | 32       |
| 2012   | Кобе            | Јапан            | 28       |
| 2013   | Батуми          | Грузија          | 27       |
| 2014   | Берн            | Швајцарска       | 27       |
| 2015   | Оструда         | Пољска           | 26       |
| 2016   | Београд         | Србија           | 30       |
| 2017   | Дрезден         | Немачка          | ?        |